# سوتارا (کائوکا)
سوتارا (انگلیسی: Sotará, Cauca) نام شهری در کشور کلمبیا است.